# اوگو بوشرون
اوگو بوشرون (فرانسوی: Hugo Boucheron‎؛ زادهٔ ۳۰ مهٔ ۱۹۹۳) قایقران روئینگ اهل فرانسه است.
وی در مسابقات کشوری و بین‌المللی در مجموع برندهٔ ۳ مدال طلا، ۱ مدال نقره شده‌است.